# Quillebeuf-sur-Seine
Quillebeuf-sur-Seine (/kilbəsyʁsɛn/) est une commune française située dans le département de l'Eure, en région Normandie.
Ses habitants sont les Quillebois.

## Géographie

### Localisation
Quillebeuf-sur-Seine est une commune du Nord-Ouest du département de l'Eure située au sein du parc naturel régional des Boucles de la Seine normande.
Localisée sur la rive gauche de la Seine, la commune est un ancien port.
Un bac (le dernier avant l'estuaire) relie son passage d'eau à celui de la commune de Lillebonne (Port-Jérôme), dans la Seine-Maritime.
Les marins de Quillebeuf avaient[Quand ?], avec ceux de Caudebec-en-Caux, le monopole du pilotage des navires de mer remontant la Seine jusqu'à Rouen.
| Tancarville (Seine-Maritime) | Saint-Jean-de-Folleville (Seine-Maritime) | Lillebonne (Seine-Maritime)                                                  |
| Marais-Vernier               | Quillebeuf-sur-Seine                      | Notre-Dame-de-Gravenchon (Seine-Maritime) (sur quelques centaines de mètres) |
| Marais-Vernier               |                                           | Saint-Aubin-sur-Quillebeuf                                                   |

### Hydrographie
La commune est située dans le bassin Seine-Normandie. Elle est drainée par la Seine et le canal de Saint-Aubin,,.

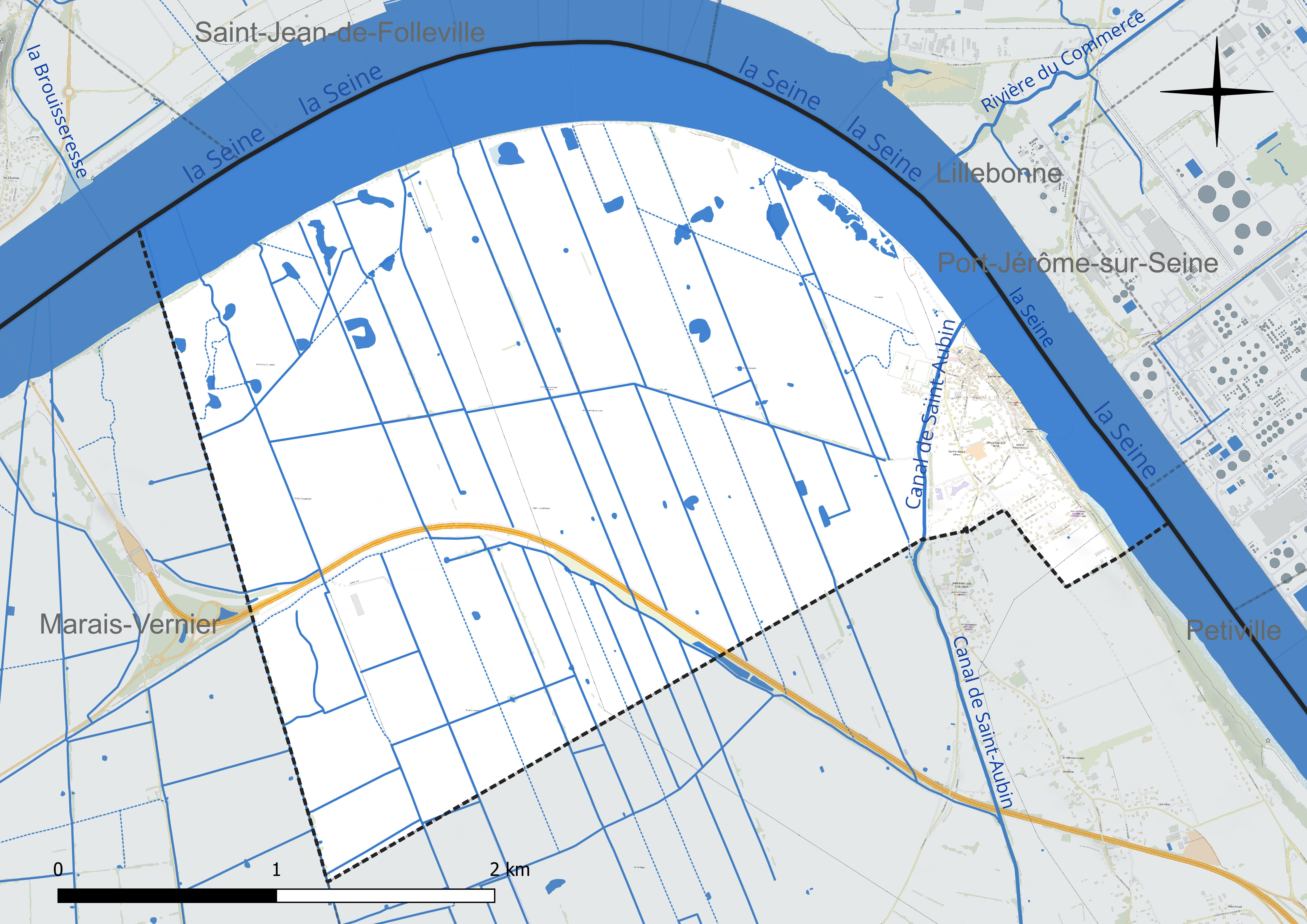
Réseau hydrographique de Quillebeuf-sur-Seine.

### Climat
Pour des articles plus généraux, voir Climat de la Normandie et Climat de l'Eure.
En 2010, le climat de la commune est de type climat océanique franc, selon une étude du CNRS s'appuyant sur une série de données couvrant la période 1971-2000. En 2020, Météo-France publie une typologie des climats de la France métropolitaine dans laquelle la commune est exposée à un climat océanique et est dans la région climatique  Côtes de la Manche orientale, caractérisée par un faible ensoleillement (1 550 h/an) ; forte humidité de l’air (plus de 20 h/jour avec humidité relative > 80 % en hiver), vents forts fréquents. Parallèlement le GIEC normand, un groupe régional d’experts sur le climat, différencie quant à lui, dans une étude de 2020, trois grands types de climats pour la région Normandie, nuancés à une échelle plus fine par les facteurs géographiques locaux. La commune est, selon ce zonage, exposée à un « climat contrasté des collines », correspondant au Pays d’Auge, Lieuvin et Roumois, moins directement soumis aux flux océaniques et connaissant toutefois des précipitations assez marquées en raison des reliefs collinaires qui favorisent leur formation.
Pour la période 1971-2000, la température annuelle moyenne est de 10,8 °C, avec  une amplitude thermique annuelle de 12,8 °C. Le cumul annuel moyen de précipitations est de 838 mm, avec 13,1 jours de précipitations en janvier et 8,3 jours en juillet. Pour la période 1991-2020, la température moyenne annuelle observée sur la station météorologique la plus proche, située sur la commune de Petiville à 5 km à vol d'oiseau, est de 12 °C et le cumul annuel moyen de précipitations est de 844,9 mm,. Pour l'avenir, les paramètres climatiques de la commune estimés pour 2050 selon différents scénarios d’émission de gaz à effet de serre sont consultables sur un site dédié publié par Météo-France en novembre 2022.

### Milieux naturels et biodiversité
La commune fait partie du parc naturel régional des Boucles de la Seine normande.

## Urbanisme

### Typologie
Au 1er janvier 2024, Quillebeuf-sur-Seine est catégorisée bourg rural, selon la nouvelle grille communale de densité à 7 niveaux définie par l'Insee en 2022.
Elle est située hors unité urbaine. Par ailleurs la commune fait partie de l'aire d'attraction du Havre, dont elle est une commune de la couronne,. Cette aire, qui regroupe 116 communes, est catégorisée dans les aires de 200 000 à moins de 700 000 habitants,.
La commune, bordée par l'estuaire de la Seine, est également une commune littorale au sens de la loi du 3 janvier 1986, dite loi littoral. Des dispositions spécifiques d’urbanisme s’y appliquent dès lors afin de préserver les espaces naturels, les sites, les paysages et l’équilibre écologique du littoral, tel le principe d'inconstructibilité, en dehors des espaces urbanisés, sur la bande littorale des 100 mètres, ou plus si le plan local d’urbanisme le prévoit.

### Occupation des sols
L'occupation des sols de la commune, telle qu'elle ressort de la base de données européenne d’occupation biophysique des sols Corine Land Cover (CLC), est marquée par l'importance des territoires agricoles (80,2 % en 2018), une proportion sensiblement équivalente à celle de 1990 (79,9 %). La répartition détaillée en 2018 est la suivante : 

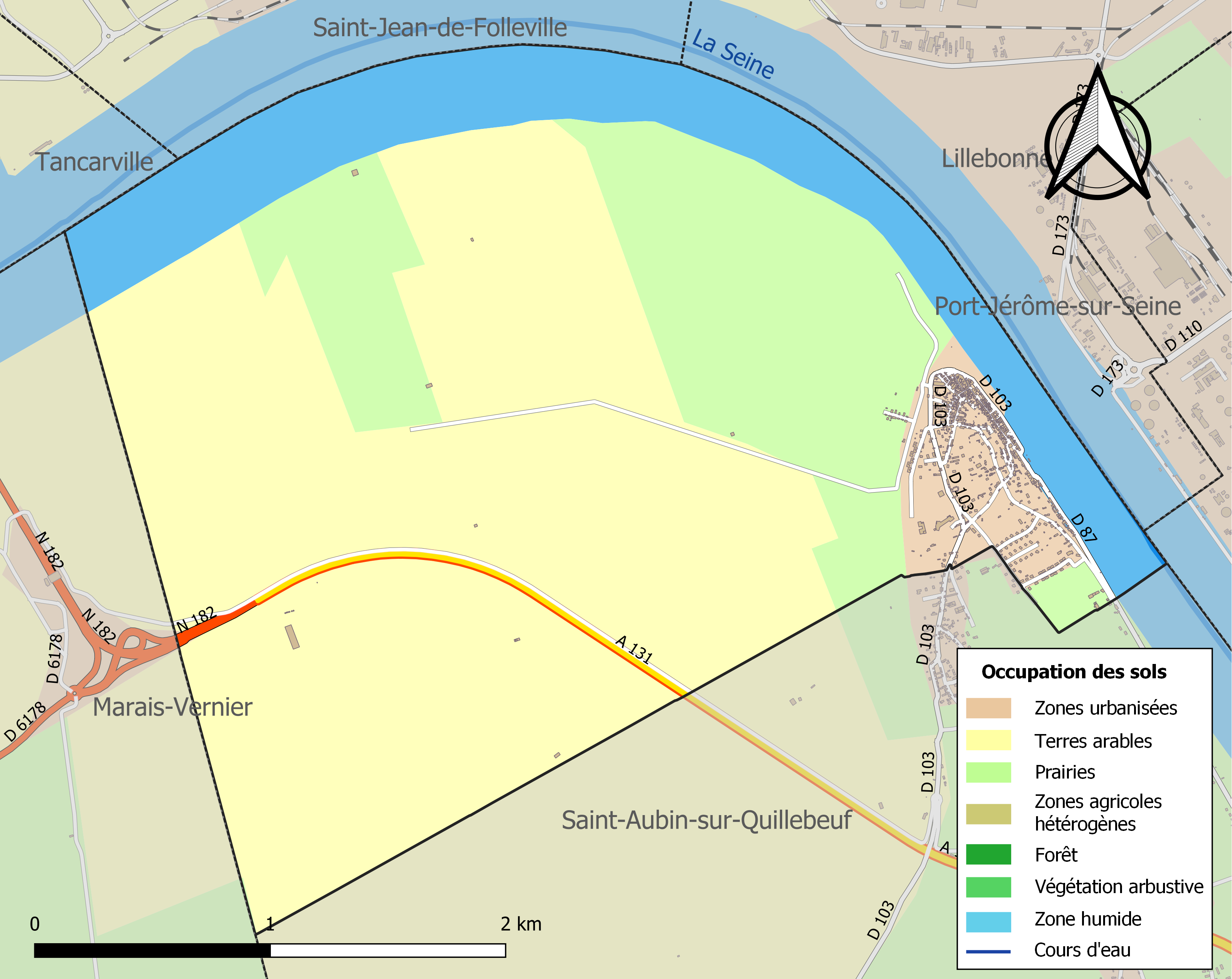
Carte des infrastructures et de l'occupation des sols de la commune en 2018 (CLC).

terres arables (58,6 %), prairies (21,6 %), eaux continentales (15,1 %), zones urbanisées (4,7 %). L'évolution de l’occupation des sols de la commune et de ses infrastructures peut être observée sur les différentes représentations cartographiques du territoire : la carte de Cassini (XVIIIe siècle), la carte d'état-major (1820-1866) et les cartes ou photos aériennes de l'IGN pour la période actuelle (1950 à aujourd'hui).

## Toponymie

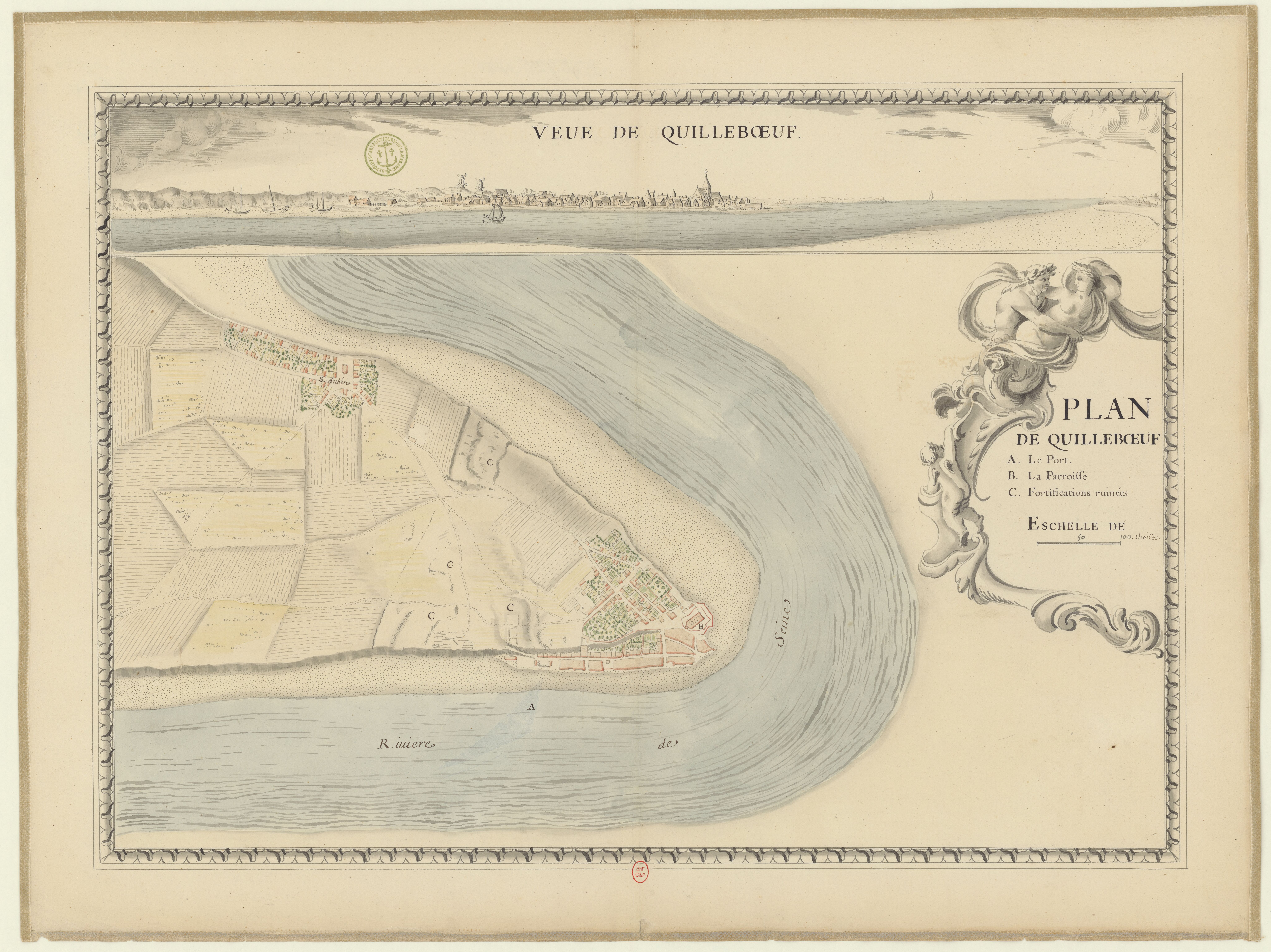
Quillebeuf au XVIIe siècle.

Le nom de la localité est attesté sous les formes Quelibos en 1018 (charte de Richard II); Cheliboey ou Cheliboy en 1025, ainsi que Chilebo, Chilebue et Chileboi en 1170; Kilebue en 1235; Quileboium et Kileboium en 1258 (cartulaire de Jumiéges), Kilebuf en 1197 (cartulaire de Bonport) ; Kilebof en 1203 ; Kileboë en 1238 (Barabé) ; Quilleboues en 1392 (aveu de Richart, évêque de Dol) ; Quillebeuf sur Seine en 1450 (charte de Charles VII), Quitbœuf en 1631 (Tassin, Plans et profilz) ; Qvillebæve en 1648 (Chastillon, Topogr. française) ; Quilbeuf en 1704 (Th. Corneille) ; Quidebeuf en 1781 (Berey, Carte particul. du dioc. de Rouen) ; Quillebeuf-sur-Seine en 1810 (ann. de l’Eure).
Henri IV, vers 1592, lui donna le nom Henricarville ou Henriqueville qui n’a pas survécu à son règne.
François de Beaurepaire a inclus Quillebeuf dans la série des toponymes en -beuf issu du vieux norrois bóð (both) « baraque », sans toutefois donner d'explication à l'élément Quille- qu'il considère comme obscur. Il écrit, en outre, que les formes anciennes semblent « suspectes ». Or elles peuvent très bien s'expliquer par l'évolution romane régulière du vieux norrois boði « rocher à fleur d'eau ».
 Le vieux norrois boði a bien été identifié comme second élément du rocher Quillebœuf (au large de Gatteville-le-Phare, Manche), lieu où se sont produits de nombreux naufrages. On ignore la nature du lien qui unit ce toponyme à Quillebeuf, au bord de la Seine, mais l'endroit était réputé également dangereux, à cause du rétrécissement de la Seine après le coude qu'elle forme et l'augmentation de la vitesse du courant. Il est encore visible aujourd'hui malgré l'aménagement du fleuve à l'époque moderne.
Jean Renaud a vu dans le premier élément Quille-, le vieux norrois kelda « source », or, les formes anciennes devrait être en Quelde-, Kelde- > Queude- et il n'y a pas de source à Quillebeuf. En revanche, Quille- est peut-être le même que le mot quille en français, issu du vieux norrois kilir « quilles » (au pluriel), [r] s'étant régulièrement amuï devant une autre consonne. Certains spécialistes, comme René Lepelley, y voient plutôt le vieux norrois kill « long bras de mer, crique étroite, estuaire », pour d'autres « passage, chenal ». On peut en déduire qu'il a pu être utilisé au sens de « passage étroit dans la Seine ». Le sens global est donc celui de « rocher des quilles » ou « rocher du chenal », surnom d'un rocher ou écueil qui jadis effleurait à marée basse. La principale objection se trouve dans la nature des formes les plus anciennes qui montrent qu'on avait initialement Keli- qui a évolué en Kile-. À noter que l'on dit traditionnellement « kilbeu ».
Quillebeuf se situe sur la rive gauche de la Seine. Jusqu'aux aménagements du XXe siècle, Quillebeuf formait une petite péninsule entourée à l'ouest et à l'est par la Seine.

## Histoire

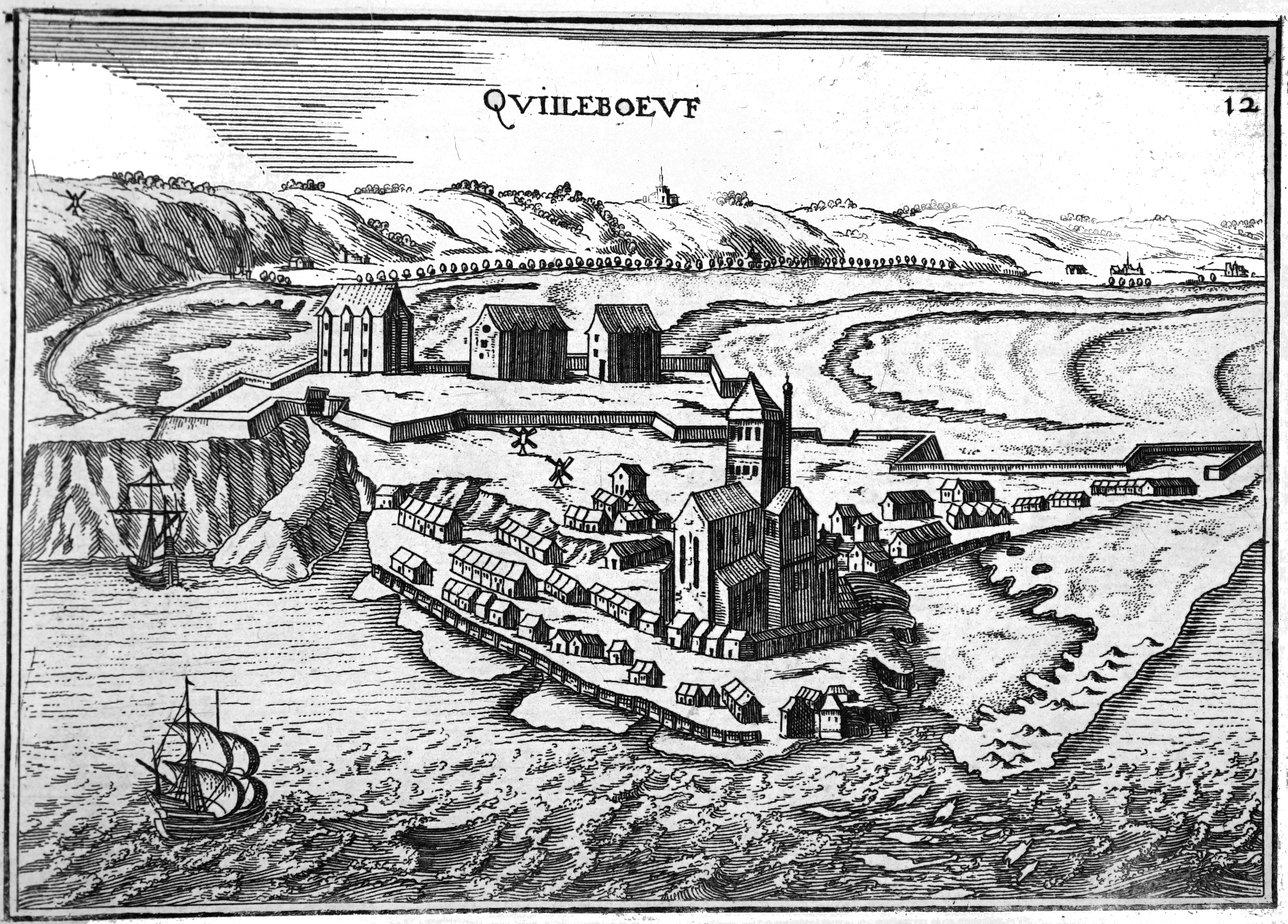
Dessin de Christophe Tassin, 1634, bibliothèque Carnegie (Reims).

Le port d'étape particulièrement important de Quillebeuf, l'un des deux avec celui de Caudebec, entre Rouen et la mer, appartenait depuis 1027 à l'abbaye de Jumièges qui y prélevait des droits sur les navires amarrés aux quais.

Le 4 septembre 1607, les comtes Irlandais étaient en fuite en bateau depuis Rathmullan, accompagnés de 90 partisans, dont de nombreux nobles d'Ulster, et de quelques membres de leur famille. Plusieurs d'entre eux ont laissé leurs femmes derrière eux dont quelques-unes à Quillebeuf, dans l'espoir de revenir ou de les récupérer plus tard, qui en réalité, ne sont jamais revenus.
Henri IV en fit une place forte et donna aux habitants l'exclusivité du pilotage. Les fortifications furent démantelées en 1621.

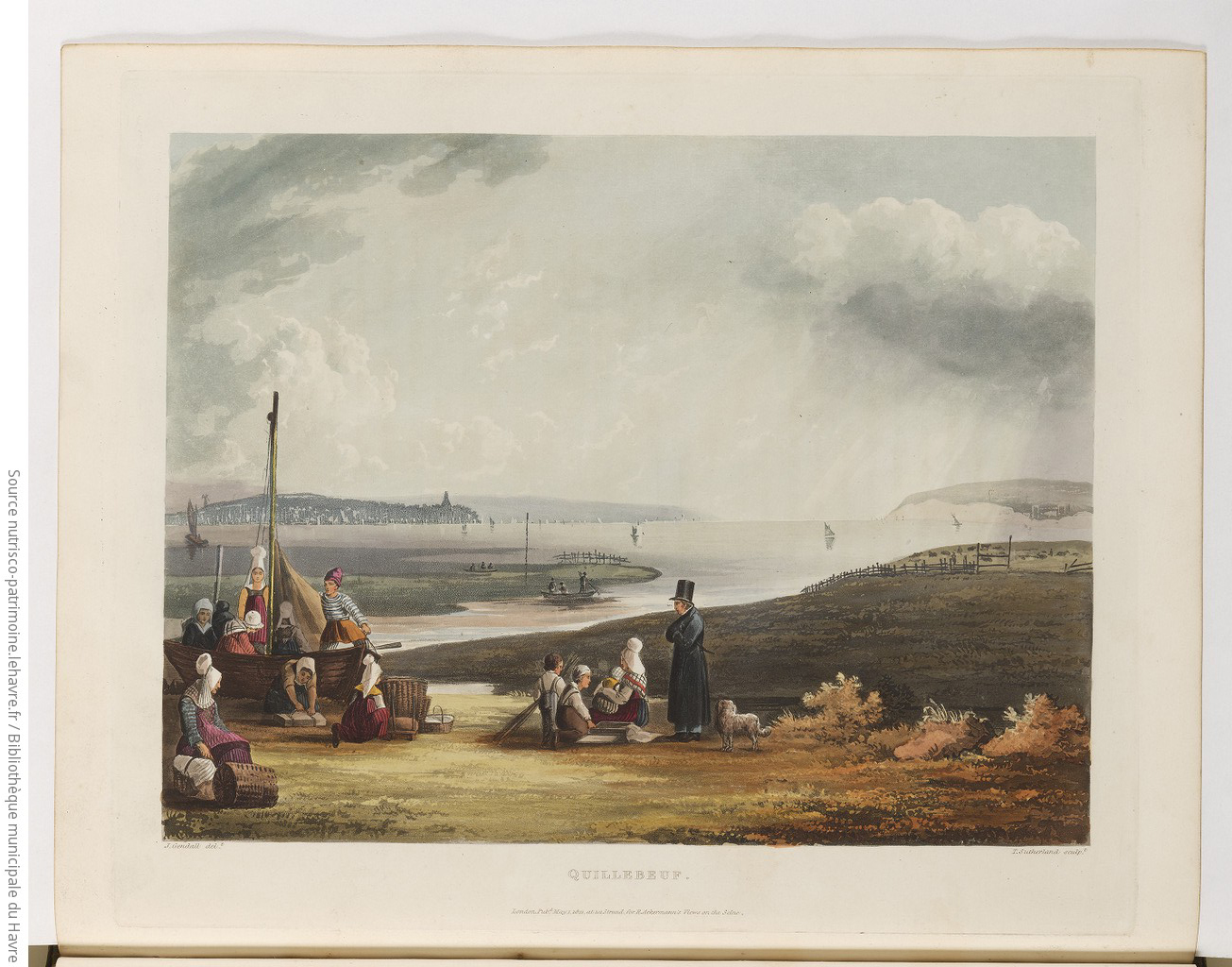
Vue de la Seine à Quillebeuf-sur-Seine. Gravure extraite de Picturesque tour of the Seine from Paris to the sea, with particulars historical and descriptive, by M. Sauvan. Illustrated with twenty four highly finished and coloured engravings by A. Pugin and J. Gendall, 1821. Bibliothèque municipale du Havre, en ligne sur Nutrisco.

Le 3 janvier 1790, naufrage du brick Télémaque qui d'après une tradition non confirmée (par l'archéologie et la recherche documentaire) aurait transporté les trésors des abbayes de Jumièges et Boscherville ainsi que les joyaux de la couronne.
En 1910, Quillebeuf prend le nom de Quillebeuf-sur-Seine.
À la fin de la bataille de Normandie, fin août 1944, Quillebeuf est un des lieux de franchissement de la Seine par les troupes allemandes ayant réussi à s'extraire de la poche de Falaise. Tandis que les arrière-gardes allemandes ralentissent les Alliés sur la Risle, plusieurs milliers de soldats allemands traversent le fleuve à bord d'un bac, qui sera coulé le 21 août, et d'embarcations de fortune. Le 26, les Belges de la brigade Piron franchissent la Risle à Pont-Audemer et prennent Quillebeuf le lendemain, 27 août.

### Héraldique
| Armes de | Ces armes peuvent se blasonner ainsi aujourd’hui : de gueules au bœuf d'or surmonté de trois fleurs de lys du même. |

## Politique et administration
| Période                                  | Période   | Identité             | Étiquette       | Qualité |
| ---------------------------------------- | --------- | -------------------- | --------------- | --- |
| Les données manquantes sont à compléter. |           |                      |                 | |
| mars 1977                                | mars 2014 | Ladislas Poniatowski | UDF-PR puis UMP | Cadre Député de l'Eure (1986 → 1998) Sénateur de l'Eure (1998 → 2020) Conseiller général de Quillebeuf-sur-Seine (1981 → 2015) |
| mars 2014                                | mai 2020  | Alain Tessier        | LREM → RE       | Consultant et formateur |
| 18 mai 2020                              | En cours  | Carine Boquet        |                 | |

## Démographie
L'évolution du nombre d'habitants est connue à travers les recensements de la population effectués dans la commune depuis 1793. Pour les communes de moins de 10 000 habitants, une enquête de recensement portant sur toute la population est réalisée tous les cinq ans, les populations de référence des années intermédiaires étant quant à elles estimées par interpolation ou extrapolation. Pour la commune, le premier recensement exhaustif entrant dans le cadre du nouveau dispositif a été réalisé en 2008.

En 2022, la commune comptait 838 habitants, en évolution de −6,89 % par rapport à 2016 (Eure : −0,25 %, France hors Mayotte : +2,11 %).
| 1793  | 1800  | 1806  | 1821  | 1831  | 1836  | 1841  | 1846  | 1851  |
| ----- | ----- | ----- | ----- | ----- | ----- | ----- | ----- | ----- |
| 1 137 | 1 137 | 1 205 | 1 467 | 1 344 | 1 366 | 1 447 | 1 627 | 1 698 |

| 1856  | 1861  | 1866  | 1872  | 1876  | 1881  | 1886  | 1891  | 1896  |
| ----- | ----- | ----- | ----- | ----- | ----- | ----- | ----- | ----- |
| 1 572 | 1 449 | 1 441 | 1 372 | 1 402 | 1 414 | 1 501 | 1 318 | 1 217 |

| 1901  | 1906  | 1911 | 1921 | 1926 | 1931 | 1936 | 1946 | 1954  |
| ----- | ----- | ---- | ---- | ---- | ---- | ---- | ---- | ----- |
| 1 265 | 1 102 | 918  | 714  | 665  | 713  | 779  | 936  | 1 080 |

| 1962  | 1968  | 1975  | 1982  | 1990  | 1999  | 2006  | 2008  | 2013 |
| ----- | ----- | ----- | ----- | ----- | ----- | ----- | ----- | ---- |
| 1 087 | 1 245 | 1 201 | 1 100 | 1 044 | 1 011 | 1 018 | 1 022 | 948  |

| 2018 | 2022 | - | - | - | - | - | - | - |
| ---- | ---- | - | - | - | - | - | - | - |
| 839  | 838  | - | - | - | - | - | - | - |

## Lieux et monuments
- Église Notre-Dame-de-Bonport classée au titre des monuments historiques[30],[31].
- Maisons à pan de bois du XVIe siècle dans la Grande-Rue, dont quatre sont inscrites à l'inventaire supplémentaire (y compris la maison Henri IV).
- Phare de Quillebeuf, inscrit également.
- Abords du pont de Tancarville et environnement urbain protégés.

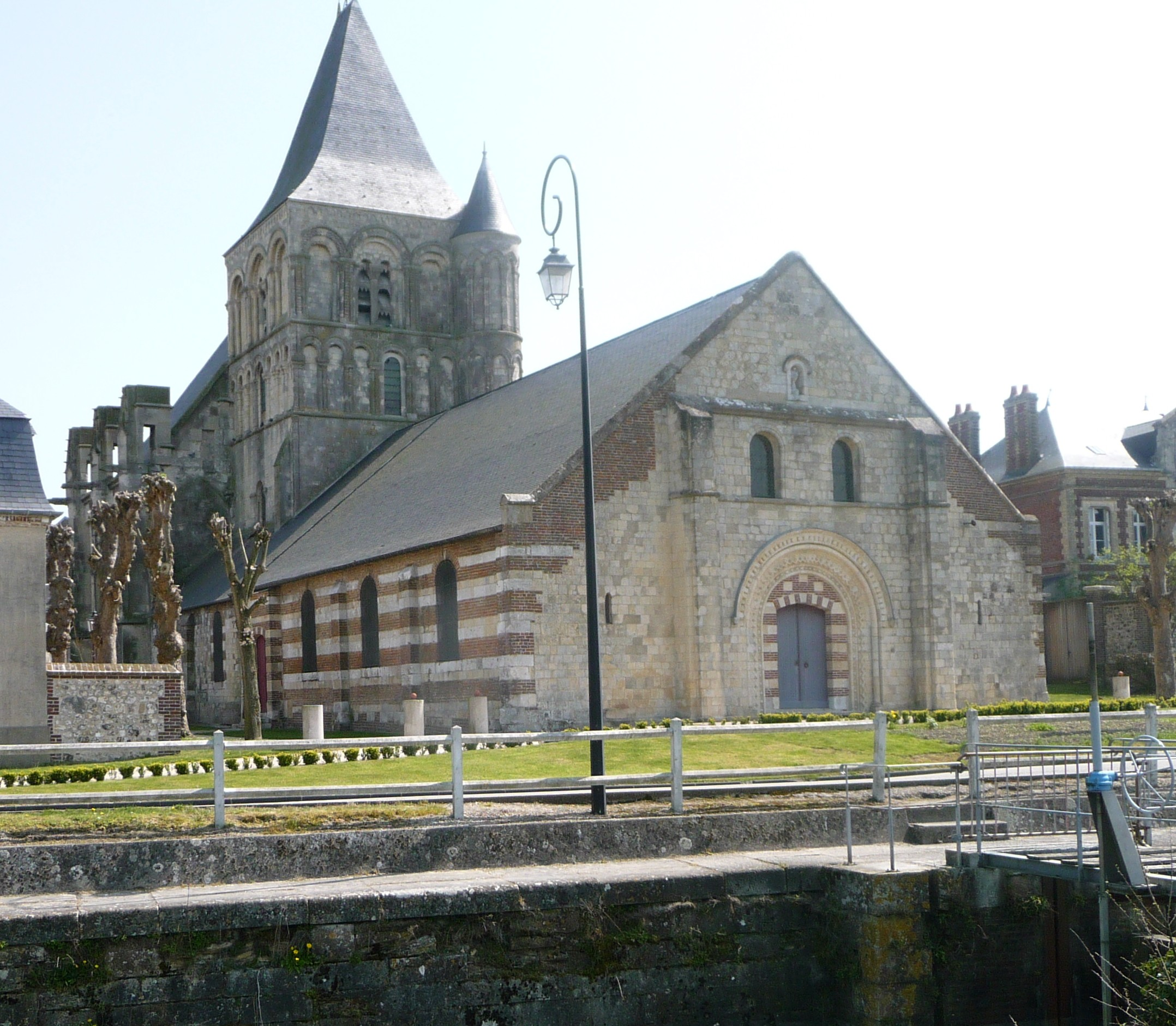
L'église Notre-Dame-de-Bonport.
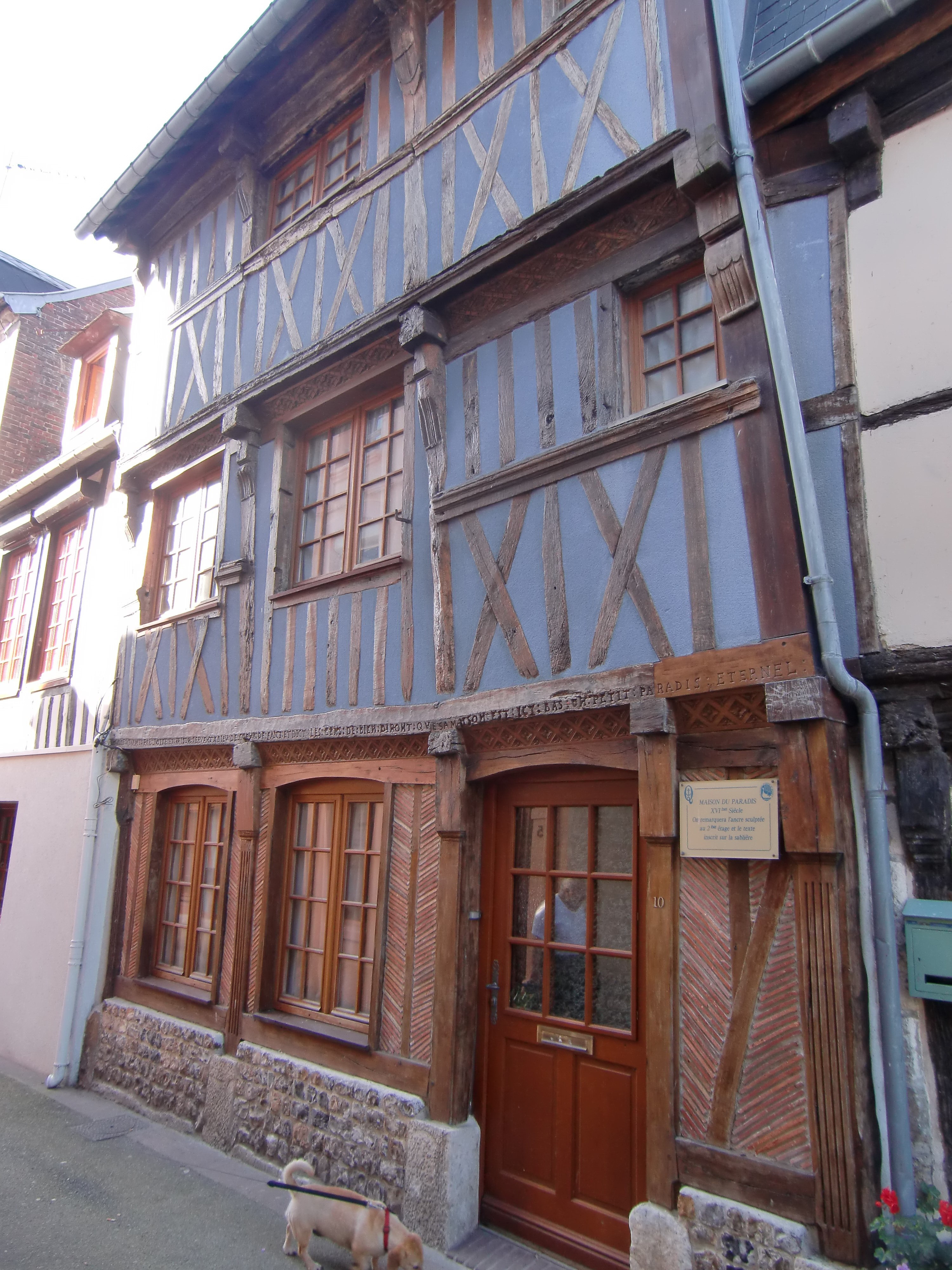
Maison à pan de bois - 10 Grande-Rue.
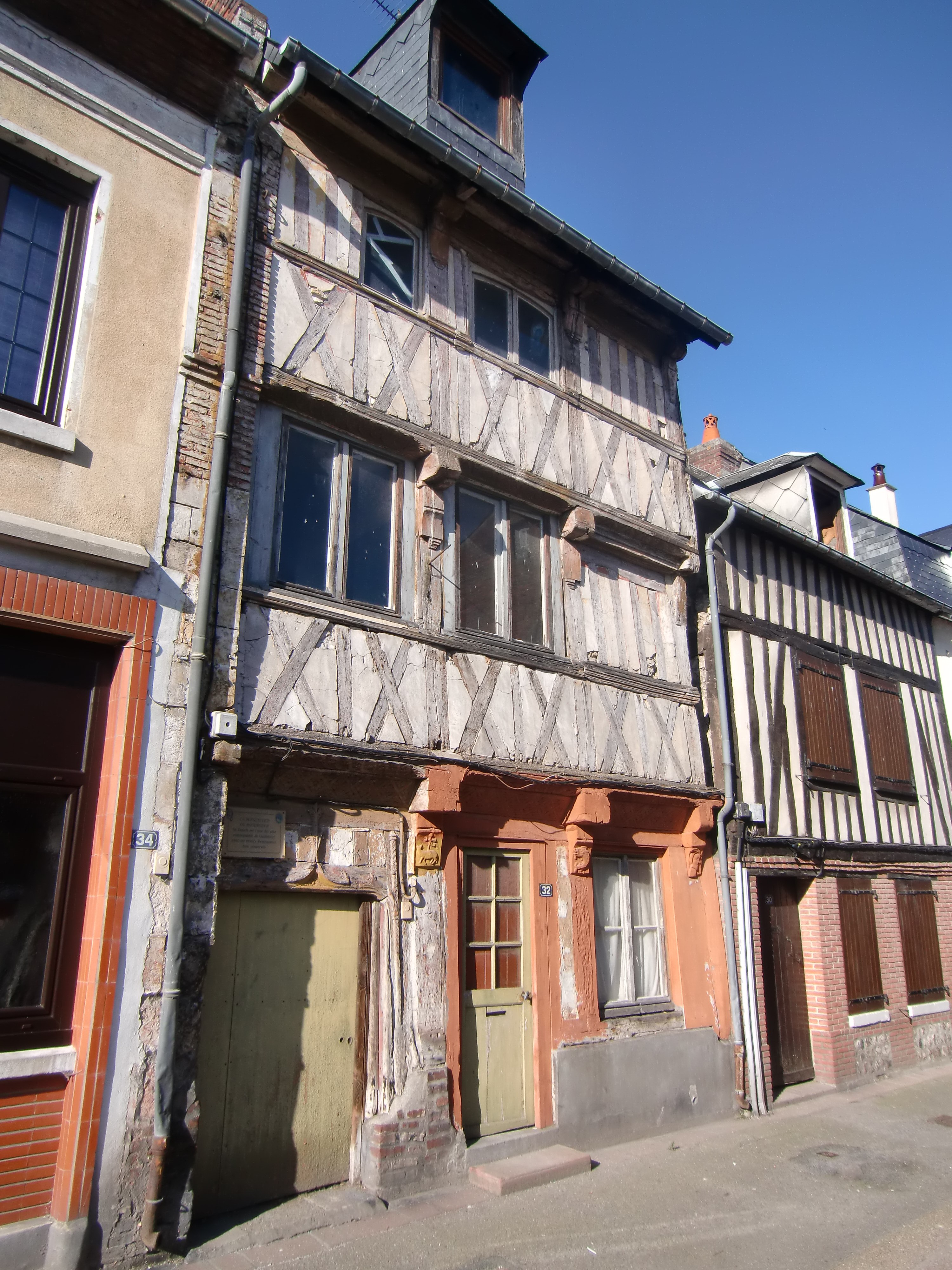
Maison à pan de bois - 32 Grande-Rue.
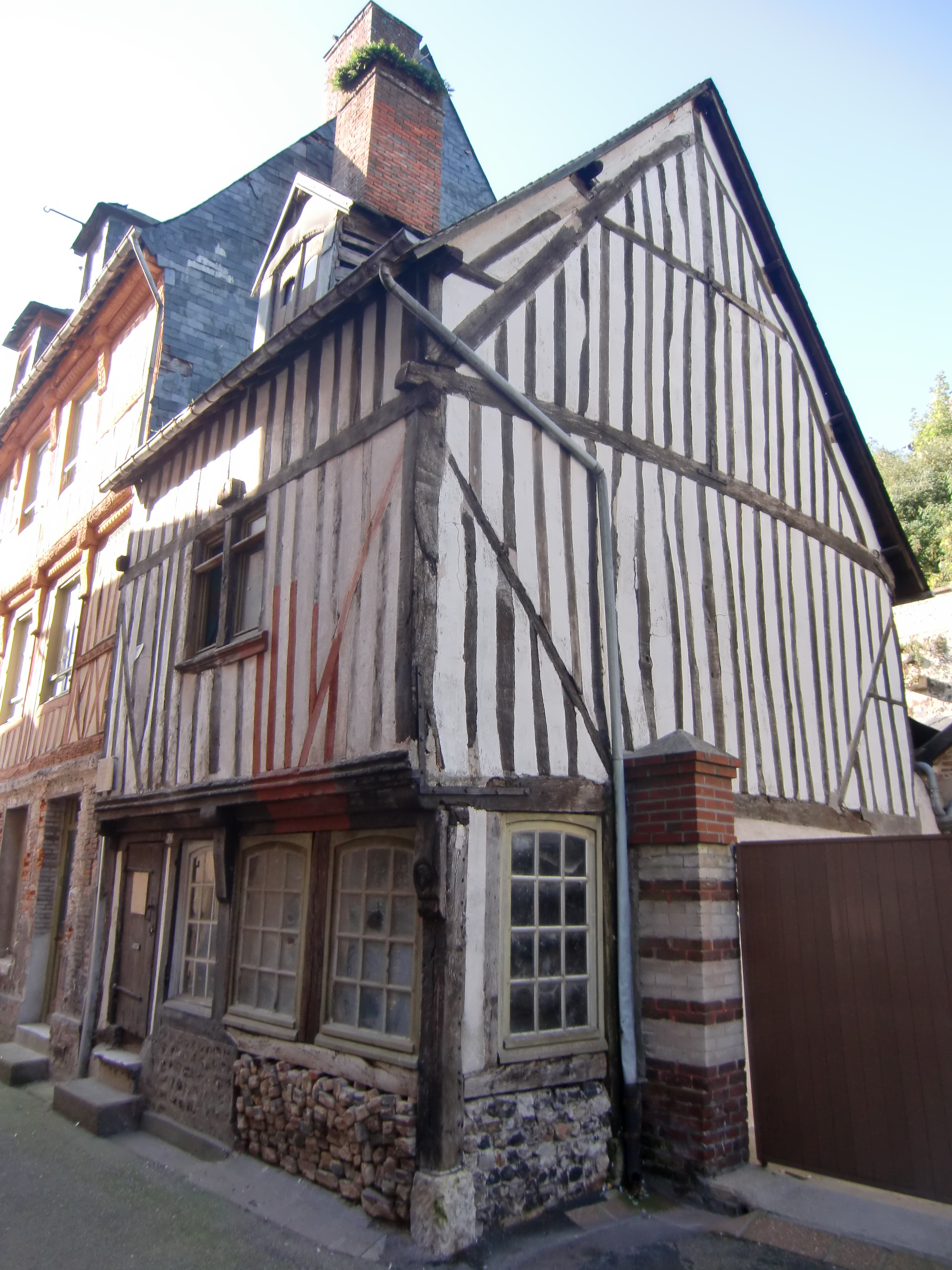
Maison dite de Henri IV - 78-82 Grande rue.
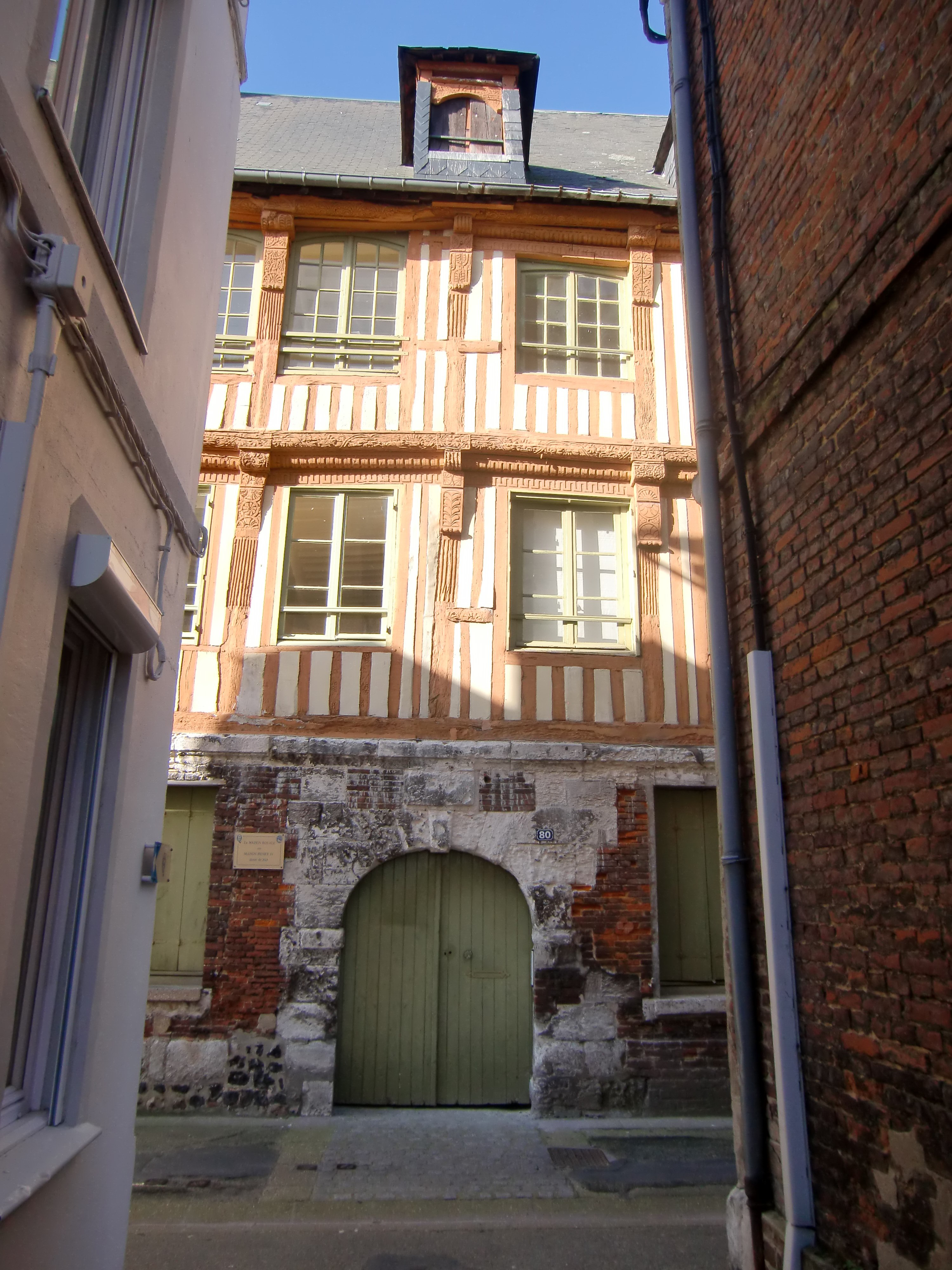
Maison à pan de bois - 80 Grande-Rue.
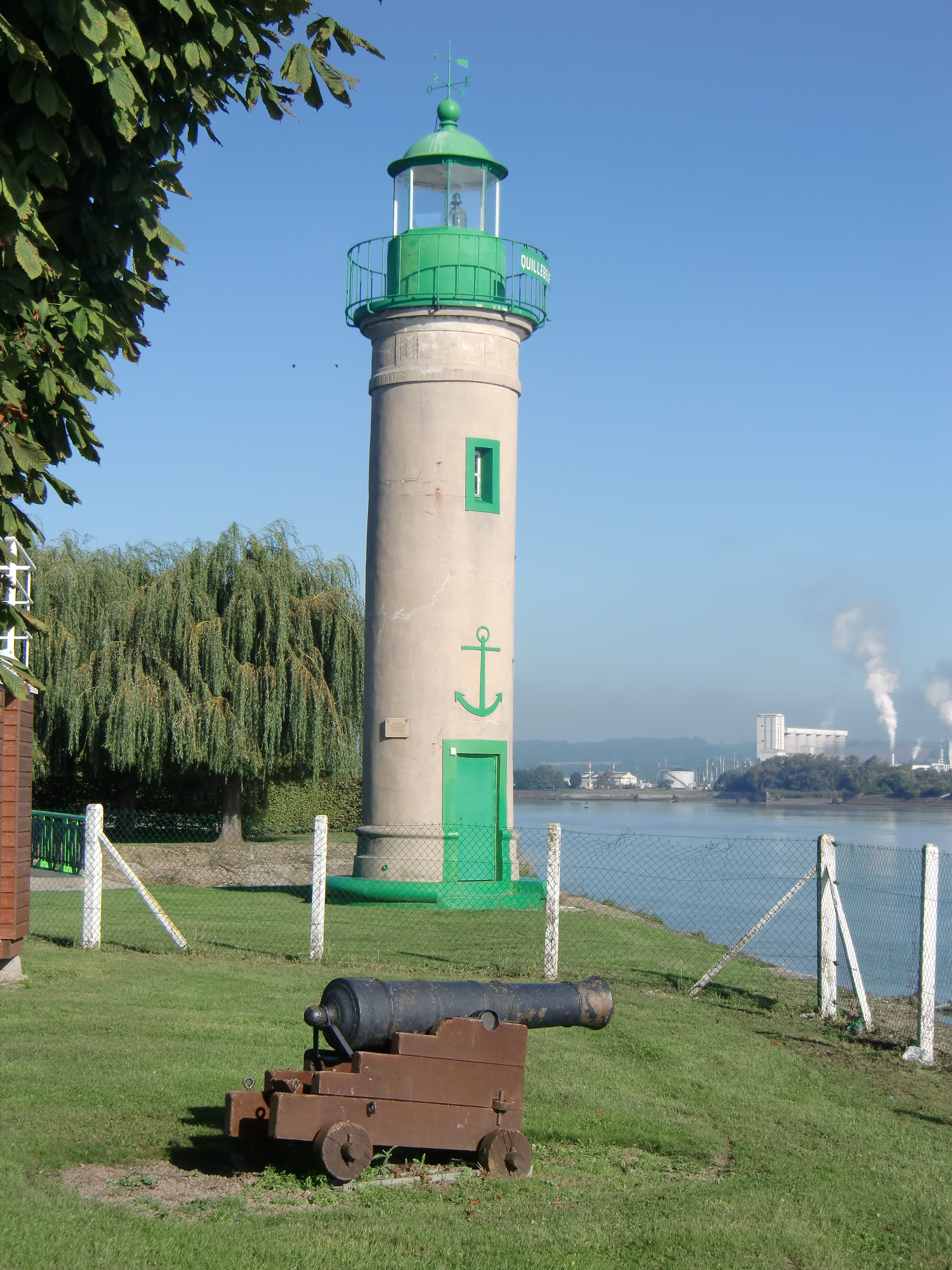
Phare de Quillebeuf.

## Dans la littérature
- Guy de Maupassant cite Quillebeuf dans Pierre et Jean en 1888[32]:

« Puis il traita la question des bancs de sable de la Seine, qui se déplacent à chaque marée et mettent en défaut les pilotes de Quilleboeuf eux-mêmes, s'ils ne font pas tous les jours le parcours du chenal. »

- C’est à Quillebeuf que Marguerite Duras situe l’action d’Emily L., roman paru en 1987.

## Personnalités liées à la commune

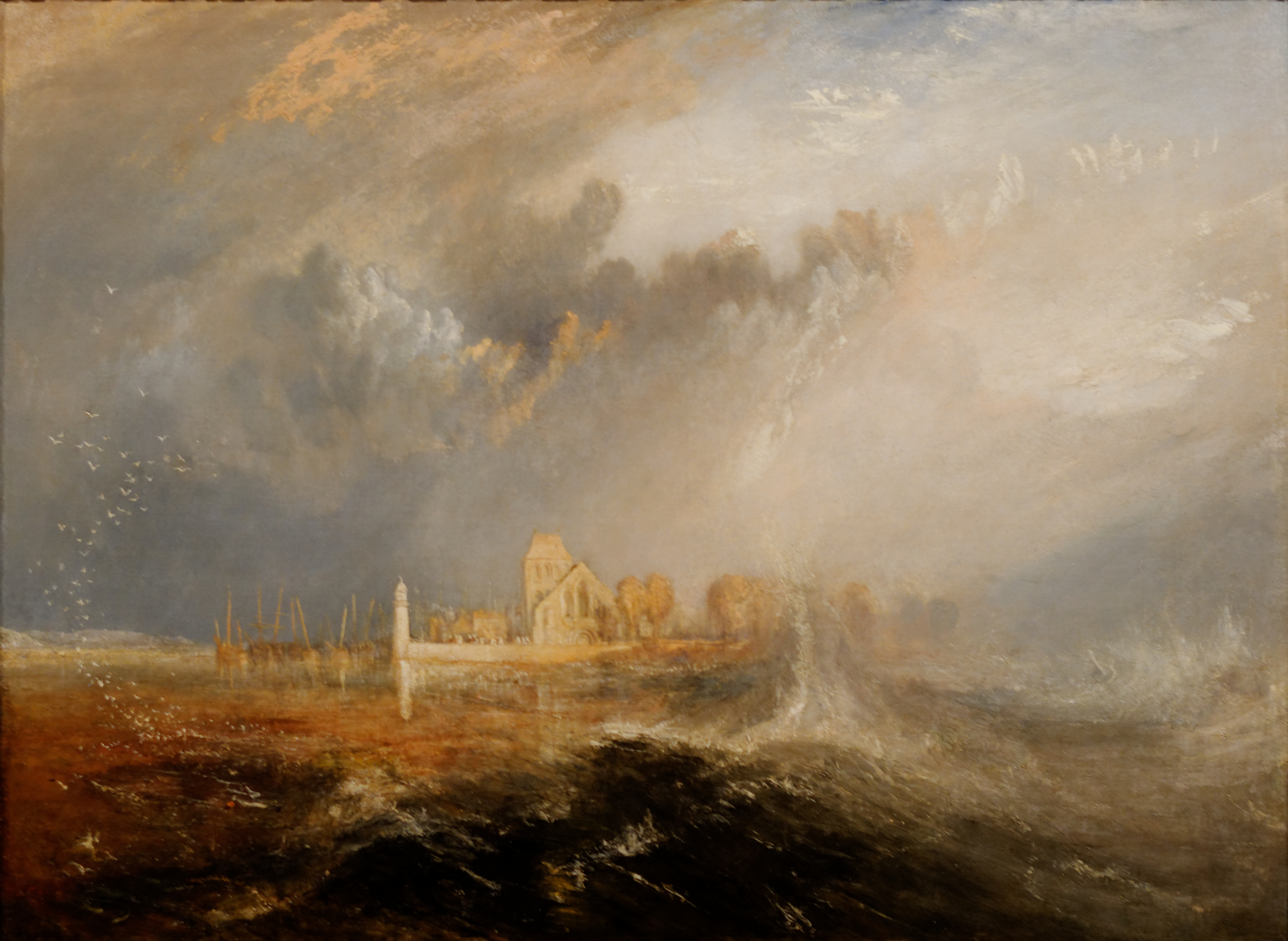
Quillebeuf, embouchure de la Seine par Joseph Mallord William Turner (1833).

- Jean-Nicolas Topsent (1755-1816), officier de marine et conventionnel, originaire de Quillebeuf.
- Joseph Mallord William Turner (1775-1851), peintre anglais, qui peignit la Seine à Quillebeuf en 1833 (tableau exposé au musée Calouste-Gulbenkian à Lisbonne).
- Pierre Onésime Frémont (1812-1899), capitaine au long cours.
- Charles-Théophile Féret (1858-1928), écrivain français. L'histoire de son livre La Réincarnation de Claude Le Petit (1922) se déroule à Quillebeuf.